# Mateship

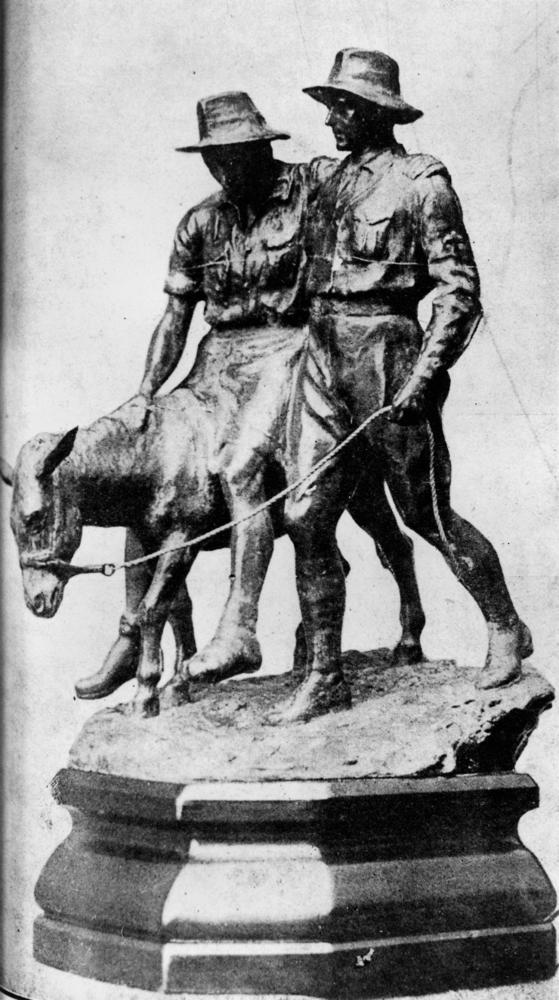
John Kirkpatrick Simpson du Corps d'armée australien et néo-zélandais (les ANZACs). « Simpson and his donkey » symbolise l'esprit du « mateship » pour les Australiens.

Le mateship est un idiotisme de l'anglais australien qui veut dire « fidélité fraternelle ». Il est considéré comme un principe central de la culture de l'Australie. Il y a eu une tentative, néanmoins infructueuse, d'insérer le mot mateship dans le préambule à la constitution australienne en 1999.
Les Australiens professent une culture égalitaire et le terme de Mateship peut être défini comme un code de contact, particulièrement entre hommes, bien que plus récemment entre hommes et femmes, réunissant les concepts d'égalitarisme, d'égalité et d'amitié. Le Mateship est considéré comme une constituante importante des ANZAC's, le corps d'armée formé de troupes australiennes et néo-zélandaises qui combattirent pendant la Première Guerre mondiale à la bataille des Dardanelles.